# 스타포스
스타포스(STAR FORCE)는 테이칸(이후 테크모)에서 제작, 1984년 9월에 출시한 종스크롤 슈팅 게임이다. 북미판 제목은 메가포스(Mega Force)다.

## 개요
플레이어 기체 ‘파이널 스타’를 조종하여, 무대가 되는 우주 공간에서 적의 기체(공중물)와 건물(지상물)을 파괴해 가는 것이 본 게임의 목적이다. 남코의 〈제비우스〉와는 다르게, 플레이어의 탄으로 대공·대지 공격을 모두 할 수 있으나, 이는 반대로 대공 공격을 하는데 지상물이 방해가 되는 단점이 되기도 한다.